# Fatima El-Tayeb
Fatima El-Tayeb (* 1966 in Uelzen) ist eine deutsche Historikerin und Drehbuchautorin. Sie ist Direktorin des „Ethnicity, Race, and Migration“-Graduiertenprogramms und Professorin für Ethnicity, Race & Migration und Women's, Gender, and Sexuality Studies an der Yale University. El-Tayeb ist Mitbegründerin der Black European Studies.

## Leben
Fatima El-Tayeb studierte von 1990 bis 1996 Geschichte und Amerikanistik an der Universität Hamburg. 2001 erfolgte die Promotion als Historikerin. Ab 2002 war sie Mitorganisatorin des Forschungsprojekts „Black European Studies“ (BEST) an der Johannes Gutenberg-Universität Mainz. Von 2003 bis 2004 war sie Kuratorin des Projekts „Black Atlantic“ in Berlin. Ab 2005 hatte sie einen Lehrauftrag für „African American Culture and Film“ (Afroamerikanische Kulturwissenschaften und Film) an der University of California in San Diego, USA, wo sie Professorin für Afroamerikanische Literatur und Kultur sowie Direktorin der Critical Gender Studies war.
Ihre Forschungsinteressen umfassen Schwarzes Europa, vergleichende Diasporastudien, Queer of Color-Kritik, critical muslim Studies, dekoloniale Theorie, transnationale Feminismen, visuelle Kulturstudien, Race und Technologie sowie kritische europäische Studien. Ihre Veröffentlichungen dekonstruieren den strukturellen Rassismus im „farbenblinden“ Europa und stellen Strategien des Widerstands unter rassifizierten Gemeinschaften in den Mittelpunkt, insbesondere solche, die Kultur durch eine intersektionale, queere Praxis politisieren.
El-Tayeb ist Autorin mehrerer Bücher und zahlreicher Artikel über die Wechselwirkungen von 'Rasse', Geschlecht, Sexualität, Religion und Nation.
Neben ihrer akademischen Arbeit hat sie (zusammen mit Angelina Maccarone) die Schwarze lesbische Screwball-Komödie „Alles wird gut/Everything Will be Fine“ (1998) geschrieben und ist in Schwarzen feministischen, migrantischen und queeren Organisationen in Europa und den USA aktiv.

## Werke
- mit Angelina Maccarone: Alles wird gut – das Filmdrehbuch. Orlanda Verlag, 1999, ISBN 3-92982-358-6.
- Schwarze Deutsche: Der Diskurs um Rasse und nationale Identität 1890–1933. Campus-Verlag, Frankfurt am Main / New York 2001, ISBN 3-593-36725-4.
- Anders Europäisch. Rassismus, Identität und Widerstand im vereinten Europa. Unrast Verlag, Münster 2015,[5] ISBN 978-3-89771-5837
- Undeutsch. Die Konstruktion des Anderen in der postmigrantischen Gesellschaft. Transcript Verlag, Bielefeld 2016, ISBN 978-3-8376-3074-9.

## Filme
- Alles wird gut (1998[6])